# Хотел Амбасадор
Хотел Амбасадор је хотел са пет звездица који се налази у Нишу у Србији. Ово је уједно и једини хотел са пет звездица у граду на Нишави.
Захваљујући својој висини од 62 метра, била је највиша зграда у Нишу до изградње ТВ5 Солитера. Налази се у самом центру града на Тргу краља Милана и један је од симбола града Ниша. У непосредној близини хотела се налазе Споменик ослободиоцима Ниша, галерија у Официрском дому, стара римска чесма, зграда Председништва СО Ниш и парк уз Нишаву, Нишка тврђава из турског доба, кеј — шеталиште поред реке Нишаве, пешачка зона с бројним трговинским центрима и другим институцијама града Ниша.
На 15 спратова хотела се налази 150 соба (40 једнокреветних, 98 двокреветних, 4 трокреветне и 8 апартмана) са укупно 170 лежаја. Захваљујући својој висини, хотел је једна од највиших зграда у Нишу и може се видети из свих делова града, као и предграђа. Од нишког аеродрома је удаљен 3 km, од међуградске аутобуске станице 0,5 km, а од међународне железничке станице 1,5 km. Највећи недостатак хотела је непоседовање сопственог паркинг и гаражног простора и пратећих сервисних служби, па су гости упућени на паркинг код оближњег хотела Парк и подземну гаражу у Пословном центру Амбасадор. Својевремено је недостатак био и лоше одржавање објекта због неуспешне приватизације хотела, све док око 2019. он није успешно приватизован и обновљен.

## Историја
На месту на ком се данас налази Амбасадор, некада је била зграда хотела Оријент, који је саграђен 1899. као вишеспратница. Срушен је 1960. са идејом да се на његовом месту сазида, мегаломански замишљен, Дом синдиката. Због недостатка средстава за завршетак Дома синдиката, како је време пролазило, а започети објекат представљао ругло града, јавила се идеја о изградњи хотела. Тако је донета одлука, да се део започетог објекта уступи Радничком универзитету, део Робним кућама Београд, а део локалној угоститељској установи „Србија-Турист“, која, започетом објекту мења намену и 1968. у њему отвара хотел Амбасадор.
Кроз хотел Амбасадор су као гости прошле многе знамените личности, међу којима је био и Јосип Броз Тито:
У Ниш је Тито стигао по подне 21. октобра 1968. и прво отишао у спомен-парк Бубањ, где је одао почаст страдалим родољубима. Потом одлази до хотела "Амбасадор", са чијег се балкона обратио грађанима Ниша. У хотелу је имао сусрет са представницима града, које су предводили Жарко Радичевић, председник Општине Ниш и Веселин Илић, секретар Општинског комитета Ниш.
И чувени филмски пар Елизабет Тејлор и Ричард Бартон, који су представљени нишкој публици након пројекције филма „Сутјеска“ 1973. на традиционалним нишким Филмским сусретима били су гости хотела.
Престанак рада
Након 45 година непрекидног рада, хотел Амбасадор је 10. априла 2013 престао са радом због: „лоших пословних резултата и неповољних очекивања“ како стоји у образложењу истакнутом на вратима хотела.

## Обнова хотела
Након шест година неизвесности, и комплетне реконструкције која је трајала 2 године средином 2019. године хотел је поново отворио своја врата. Хотел је потпуно реновиран од стране новог власника хотела „My Place Spasić”, који је у посед власништва ушао 2016. године, и данас постао најлуксузнији хотел у граду на Нишави.
Хотел од 2019. године располаже са 70 соба и 12 апартмана, размештених од 4 до 16 спрата. Површина апартмани се креће од 55 до 85 m², 10 соба је површине 29 m², а, 60 соба површине 34 m².
Хотел који је у категорији пет звездица, од осталих садржаја има:
- конференцијску салу са 2 дворане,
- теретану,
- спа-центар (турско купатило, сауну, слану собу),
- ВИП салон и лоби бар,
- велику терасу,
- ресторане и
- паркинг са тридесетак места.